# Eveline Steinberger

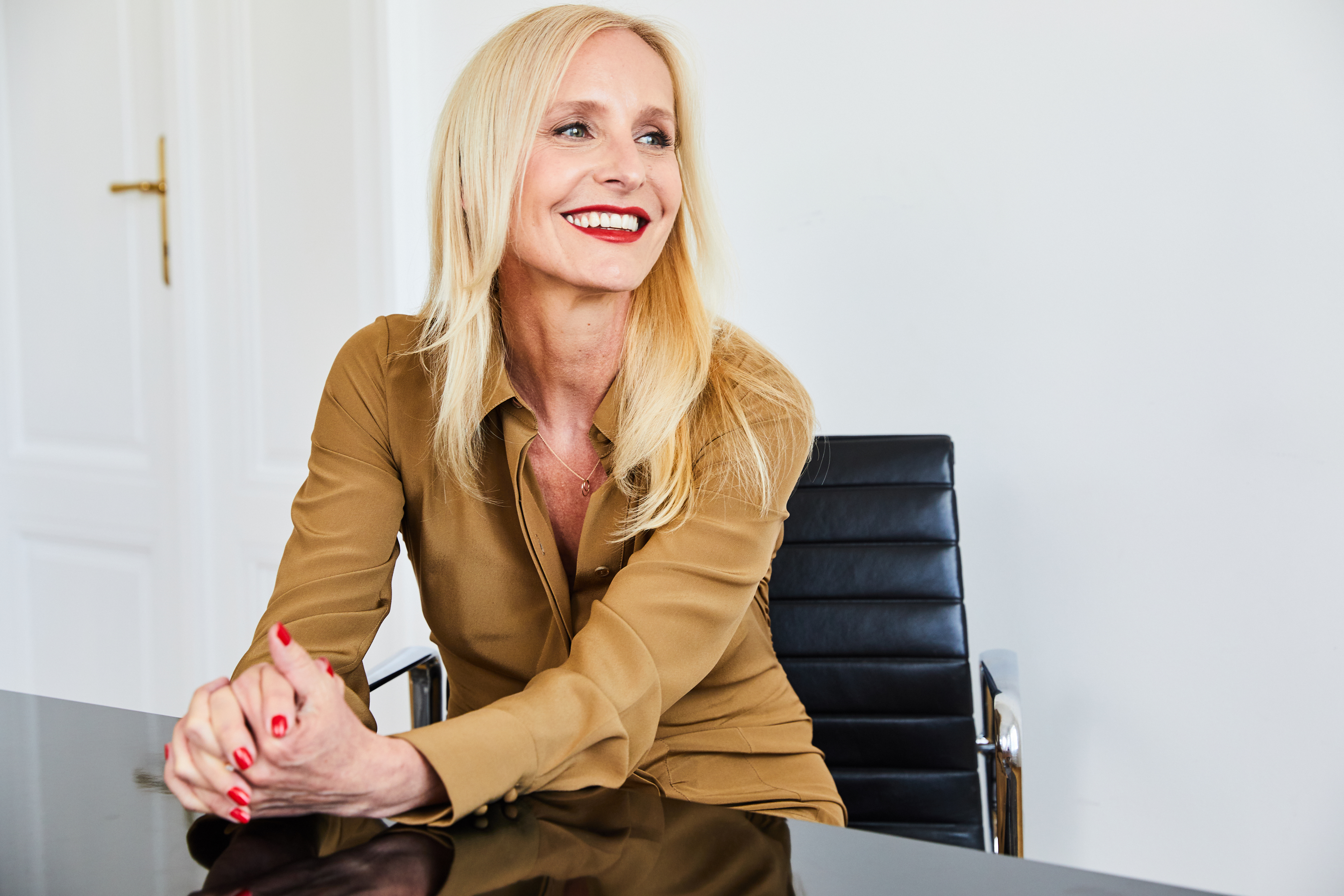
Eveline Steinberger (2022)

Eveline Steinberger (* 27. Jänner 1972 in der Steiermark) ist eine österreichische Betriebswirtin und Unternehmerin.

## Ausbildung und berufliche Tätigkeiten
Eveline Steinberger wurde am 27. Jänner 1972 in der Steiermark geboren, wuchs in St. Johann am Tauern auf und besuchte zwischen 1986 und 1991 eine Höhere Lehranstalt für wirtschaftliche Berufe (HLW) in der Obersteiermark. Anschließend studierte sie bis 1996 Betriebswirtschaftslehre an der Karl-Franzens-Universität Graz. Nach einem Praktikum bei McKinsey & Company absolvierte sie zwischen 1996 und 1998 das Doktoratsstudium der Betriebswirtschaftslehre (Dissertation: „Die Diagnose von Lernpotentialen auf organisationaler Ebene“). 2002 war sie im Rahmen eines Executive-Management-Programms in INSEAD, Fontainebleau (Frankreich).
Nach ihrem Studium war sie zwischen 1998 und 2008 bei Österreichs größtem Energieversorger Verbund-Konzern beschäftigt. Sie stieg im Jahr 1998 als Trainee ein und wurde zwei Jahre später Assistentin des Holdingvorstands Johann Sereinig (Vertrieb, Marketing, Personal). Im Jahr 2005 wurde sie Geschäftsführerin der Verbund-Austria Power Sales GmbH (Direktvertriebsgesellschaft des Verbunds).
Zwischen 2007 und 2009 war sie Geschäftsführerin des Klima- und Energiefonds der österreichischen Bundesregierung und machte sich 2010 mit ihrem Unternehmen green minds e.U., das sich an Start-ups beteiligte, selbstständig. Zwischen 2012 und 2014 arbeitete sie für die Siemens AG Österreich und war für das Energiegeschäft in 19 Ländern Osteuropas und Israel verantwortlich.
Im Februar 2014 gründete sie das Beratungs- und Venture-Capital-Unternehmen Blue Minds Company GmbH mit Sitz in Wien und Tel Aviv. 2017 haben die Blue Minds Group und eine Gruppe anderer Investoren den Start-up-Hub Wexelerate (weXelerate GmbH) aufgebaut. Gemeinsam mit den Investoren und Consultingfirmen wurden Start-ups im Bereich Internet of Things, FinTech und Media im Design Tower in Wien angesiedelt. Das Start-up-Zentrum wurde von der Wirtschaftsagentur Wien mit 277.026 Euro gefördert.
Ende Juni 2015 gründete sie gemeinsam mit Nikolaus Pelinka und Markus Wagner den Innovation Club (Innovation Club Network GmbH), der branchenspezifische Reisen in das Silicon Valley anbietet und Netzwerk-Treffen in Österreich organisiert.
Im April 2017 gründete sie gemeinsam mit dem Investor Paul Swarovski das Start-up-Unternehmen Energy Hero (Digital Hero GmbH; 94,44 Prozent Dr. Paul Swarovski Beteiligungs GmbH, 5,56 Prozent The Blue Minds Company GmbH), das im Jänner 2018 der Öffentlichkeit vorgestellt wurde. Das Unternehmen bietet einen Abo-Dienst an, der automatisch den Strom- und/oder Gasanbieter für den Konsumenten wechseln soll. Nachdem Zweifel über die Vereinbarkeit mit ihrer Position im Aufsichtsrat des Energielieferanten Energie Burgenland aufgekommen waren, legte sie ihr Mandat zurück. Sie selbst sah keinen Interessenkonflikt.
Im Oktober 2018 wurde bekannt, dass sie das Advisory Board der Wexelerate verlässt. Im selben Monat verkaufte die Blue Minds Group von Eveline Steinberger ihre Anteile an Wexelerate GmbH.
Im Jänner 2019 übernahm der Bauindustrielle Hans Peter Haselsteiner 61,1 Prozent der Digital Hero GmbH. Haselsteiner löste Paul Swarovski, der seine Anteile zur Gänze verkauft hatte, als Hauptgesellschafter ab. Die restlichen 38,889 Prozent halten Eveline Steinberger und die Blue Minds Solutions, die ihre Anteile aufgestockt haben.
Im Mai 2019 stieg Hans Peter Haselsteiner mit seiner Familien-Privatstiftung ZMH bei der Blue Minds Holding GmbH mit 20,1 Prozent ein.
Im März 2020 stieg die Blue Minds Group von Eveline Steinberger in den deutschen Marktführer für Solarglas, die Interfloat Corporation/GMB mit Sitz in Brandenburg, ein.
Im Sommer 2021 profitierte die Blue Minds Group von Eveline Steinberger am Exit von has-to-be, und im Dezember 2022 folgte ein weiterer mit der Beteiligung am israelischen Software-Unternehmen Foresight Energy Ltd. mit Sitz in Hod-Hasharon an die kalifornische Tigo Energy Ltd. Eveline Steinberger war ab Juni 2021 als Chairwoman in der Foresight Energy Ltd. tätig.
Im Februar 2022 wurde Blue Minds gemeinsam mit BGV, Total Energies, Eren Industries, Schneider Electric, OSEG Group und anderen vom israelischen Innovationsministerium (IIA) mit NetZero Technology Ventures für den Climate Incubator ausgewählt.

## Management- und Aufsichtsfunktionen
Im Mai 2011 wurde sie in den Verwaltungsrat des Immobilienkonzerns Conwert Immobilien Invest SE gewählt und verließ ihn im April 2015. Sie ist Teil des Aufsichtsrates der UniCredit Bank Austria AG und seit 2021 der BayWa re, eines globalen Players im Renewables-Bereich. Weiters war sie zwischen 1. Jänner 2015 und Jänner 2018 Mitglied des Aufsichtsrates der Energie Burgenland AG. In der Privatstiftung Evergreen gehört Eveline Steinberger seit 2019 dem Beirat an.

## Politik
Eveline Steinberger ist auch politisch aktiv. Gemeinsam mit Hans Peter Haselsteiner, Brigitte Ederer und anderen entstand 2017 die Plattform Weil's um was geht. Die Plattform hatte zum Ziel, eine FPÖ-Regierungsbeteiligung zu verhindern. Es waren mehrere Dialogforen geplant.

## Privatleben
Sie war mit dem ehemaligen Bundeskanzler von Österreich Christian Kern verheiratet und ist Mutter einer Tochter.